# Tydzień Kultury Chrześcijańskiej w Bydgoszczy
Tydzień Kultury Chrześcijańskiej w Bydgoszczy – tygodniowy cykl wydarzeń kulturalnych związanych z wiarą chrześcijańską i nauką społeczną kościoła, organizowany cyklicznie od 1981 r.  w Bydgoszczy. Inspirowany powstałymi w 1975 Tygodniami Kultury Chrześcijańskiej.

## Charakterystyka
Pierwszy Tydzień Kultury Chrześcijańskiej w Bydgoszczy został zorganizowany w listopadzie 1981 r. przez środowiska kościelne i świeckie. Patronat nad tą inicjatywą kulturalną sprawował w latach 1981-1996 biskup Jan Nowak, rezydujący w Bydgoszczy, później arcybiskup metropolita gnieźnieński Henryk Muszyński, a od 2004 r. – biskup ordynariusz bydgoski Jan Tyrawa. Przez wiele lat przedsięwzięcie organizacyjnie wspierał ks. Romuald Biniak, prałat kościoła pw. Świętych Polskich Braci Męczenników na bydgoskich Wyżynach.
Przedsięwzięcie składa się z cyklu koncertów, wykładów, spektakli, wystaw, spotkań oraz nabożeństw w bydgoskich kościołach, szkołach, klubach i instytucjach kulturalnych. Tematyka TKC często nawiązywała do bieżących wydarzeń społeczno-politycznych, próbując odczytywać ją w duchu zasad wiary i nauki społecznej kościoła. W latach 80. budzono nadzieję na lepsze jutro, w latach 90. wskazywano na najważniejsze kierunki budowania nowej, polskiej rzeczywistości, a po 2000 r. szukano miejsca chrześcijaństwa w zjednoczonej Europie.
Tygodniom Kultury Chrześcijańskiej towarzyszą sesje naukowe, w których uczestniczą specjalnie zapraszani wybitni przedstawiciele polskiego kościoła, kultury i nauki. Ważną częścią towarzyszących TKC wydarzeń kulturalnych jest muzyka: koncerty licznych chórów amatorskich, szkolnych, akademickich, zespołów instrumentalnych, orkiestr z Bydgoszczy oraz wybitnych instrumentalistów, śpiewaków, aktorów i zespołów z kraju.